# Hautkrebs
Hautkrebs ist ein Oberbegriff für sämtliche bösartigen Veränderungen (Krebs) der Haut. Umgangssprachlich wird bei „Hautkrebs“ häufig zwischen „weißem Hautkrebs“ und „schwarzem Hautkrebs“ unterschieden. Medizinisch werden die einzelnen Hautkrebsformen dagegen entsprechend der Herkunft des entarteten Zelltyps unterscheiden.

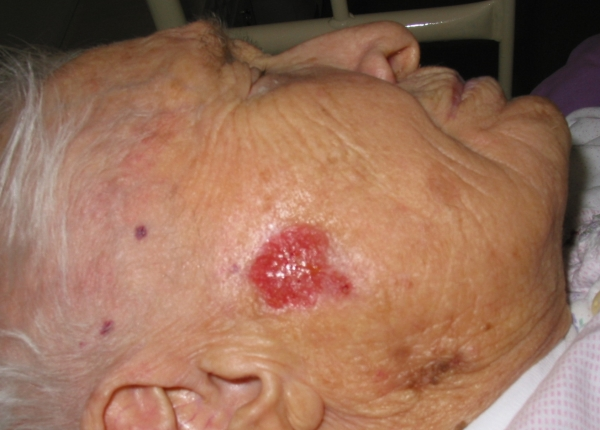
Basaliom des Gesichtes

## Hautkrebs mit Ursprung im Hautepithel

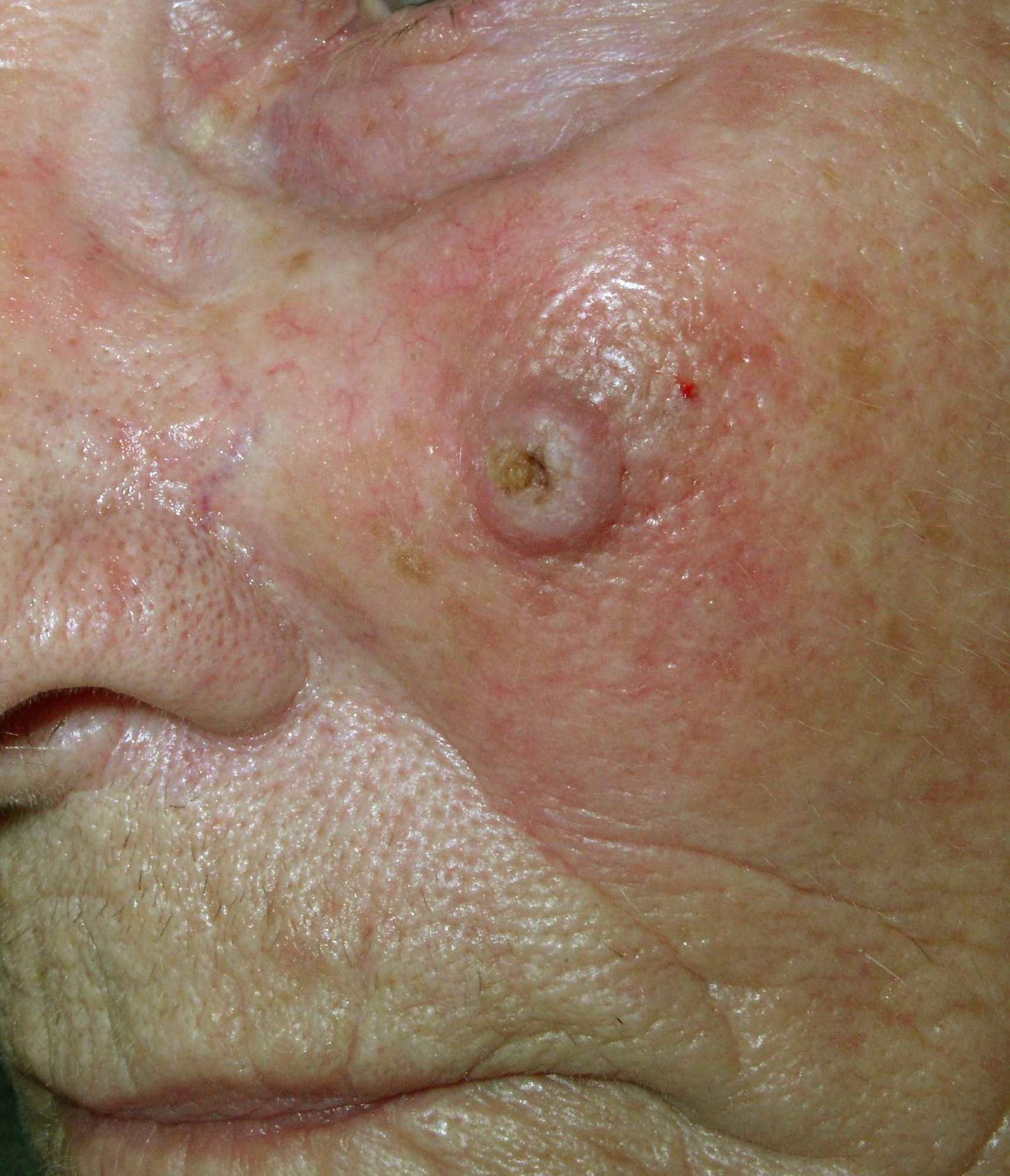
Knotiges spinozelluläres Karzinom (Spinaliom)

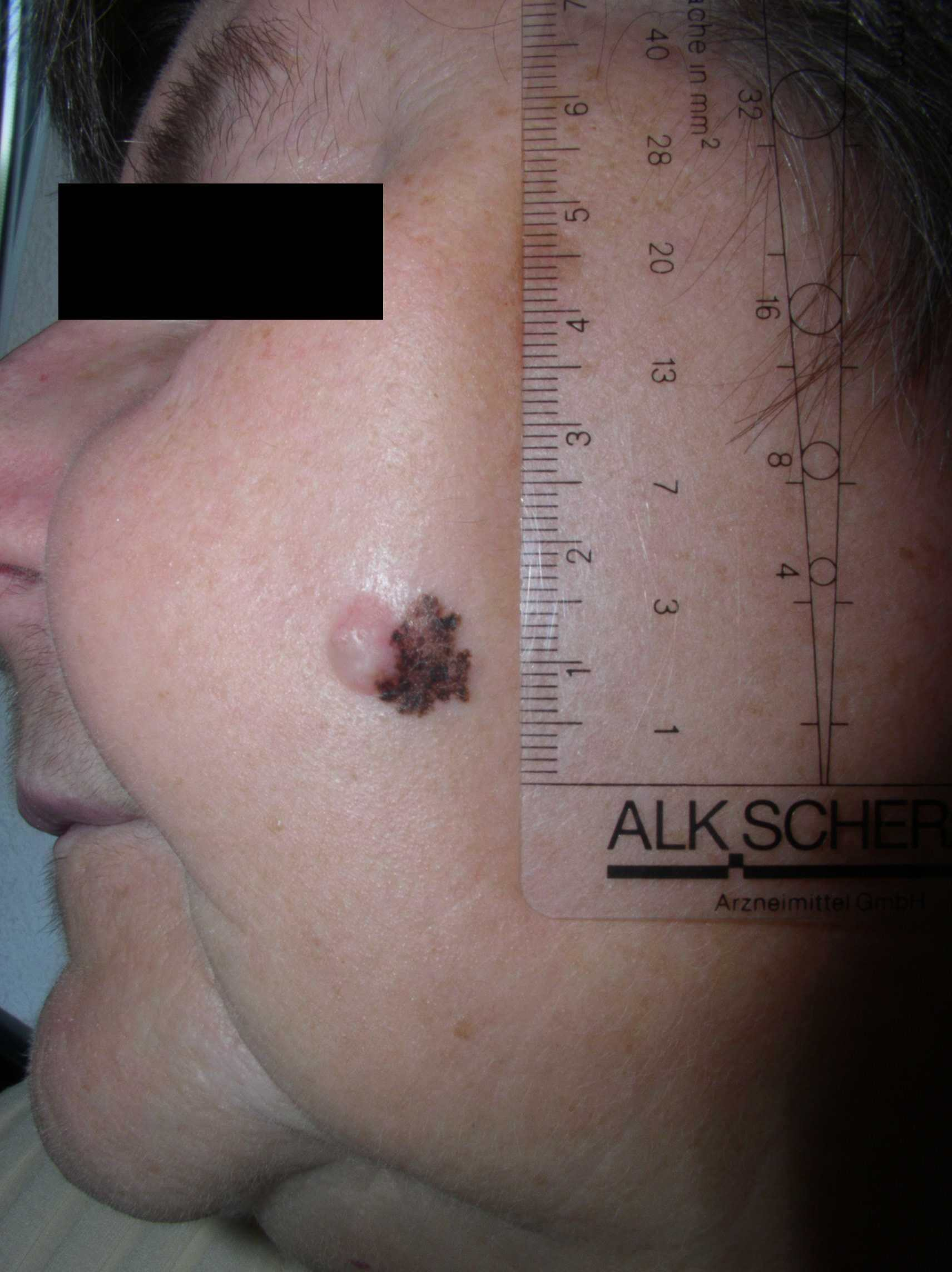
Melanom: Ränder und Färbung sind unregelmäßig

Dieser wird auch „weißer Hautkrebs“ genannt und tritt vor allem bei älteren Menschen auf. Man unterscheidet hierbei das Basalzellkarzinom (synonym: Basaliom) vom Plattenepithelkarzinom (synonym: Spinaliom, spinozelluläres Karzinom). Beide Arten von Krebs werden hauptsächlich durch UV-Licht ausgelöst und bilden sich daher oft im Gesicht. Ihnen können bestimmte Veränderungen vorausgehen (sog. Präkanzerosen), z. B. die aktinische Keratose oder der Morbus Bowen. Diese Arten von Hautkrebs werden in den meisten Fällen operiert und bilden so gut wie nie (Basaliom) oder sehr selten (Spinaliom) Metastasen. Sie können unbehandelt aber lokal das umgebende Gewebe zerstören, so dass bei großen Tumoren die Operation schwierig ist.

## Malignes Melanom
Das maligne Melanom, auch als „schwarzer Hautkrebs“ bezeichnet, ist die gefürchtetste Form und sorgt für die meisten Todesfälle durch Hautkrebs. Die Zellen, die das Hautpigment Melanin bilden, entarten und bilden einen sehr aggressiven Krebs. Melanome können rasch größer werden und dann auch Metastasen in Lymphknoten und inneren Organen bilden.

## Hautkrebs der Immunzellen
Die Lymphozyten sind Zellen des Immunsystems, die sich überall im Körper befinden können. Außer im Blut oder an den inneren Schleimhäuten können sie auch Lymphome der Haut bilden, sogenannte kutane Lymphome. Das häufigste kutane Lymphom ist die Mycosis fungoides, die trotz ihres Namens nichts mit Pilzen zu tun hat. In den frühen Stadien kann eine Mycosis fungoides wie ein Ekzem aussehen. In den späten Stadien bilden sich dann größere Knoten auf der Haut, die auch aufbrechen können. Zudem kann über das Lymph- und Blutsystem der Tumor auch andere Organe befallen. Mycosis fungoides lässt sich mit lokaler Salbenbehandlung, UVA-Bestrahlung (sog. PUVA), mit Interferon oder mit einer Chemotherapie behandeln, je nach Schwere der Erkrankung.

## Seltenere Hautkrebsformen
Neben den oben genannten Hautkrebsformen können auch andere Zellen der Haut entarten, diese Tumoren sind jedoch sehr selten. Es gibt zum Beispiel noch:
- Kaposi-Sarkom, ist beim sonst gesunden (insbesondere immunologisch kompetenten) Menschen eine Rarität. Es tritt vor allem bei durch AIDS immungeschwächten Personen auf.
- Fibrosarkome (Bindegewebszellen), betreffen meist Männer über 40 Jahre. Es handelt sich um Tumorzellen aus dem Bindegewebe der Dermis. Der Tumor wächst schnell (bevorzugt am Unterschenkel), destruierend und metastasiert häufig; die Prognose ist entsprechend ungünstig, Therapie der Wahl: chirurgische Entfernung mit Sicherheitsabstand und anschließende (kombinierte) Radio-Chemotherapie.
- Schweißdrüsenkarzinome (Porokarzinom, Adenoid-zystisches Karzinom, Muzinöses Karzinom, Malignes Zylindrom, Malignes Spiradenom, Hiradrenokarzinom)
- Talgdrüsenkarzinome
- Angiosarkome (Gefäßzellen), als Hämangiosarkom (haima, gr. das Blut), bzw. Lymphangiosarkom; Hämangiosarkome sind sehr selten, treten im hohen Lebensalter bevorzugt am Kopf (Gesicht) und an der weiblichen Brust auf, erstes Zeichen ist eine flache bläuliche Infiltration (einem „blauen Fleck“ ähnlich). Das Lymphangiosarkom tritt sehr selten auf dem Boden einer chronischen Lymphstauung auf. Siehe Elefantiasis, wie sie z. B. beim Stewart-Treves-Syndrom auftritt. Betroffen sind fast ausschließlich Frauen im höheren Lebensalter, häufig Patientinnen mit einer radikalen Entfernung der Brustdrüse und der axillären Lymphknoten in der Vorgeschichte (häufig leiden diese Patientinnen unter einem chronischen Lymphödem des Armes).
- Myosarkome (Muskelzellen)
- Merkelzellkarzinome (aus speziellen Tastzellen, auch „trabekulärer Ca oder Merkel-Zell-Karzinom“) der Merkel-Zellen in der Basalzellschicht der Epidermis oder um Haarfollikel. Gehäuft geschlechtsunabhängig zwischen dem 70. und 80. Lebensjahr tritt eine harte, unempfindliche, rötlich-violette oder rosafarbene rasch wachsende Läsion überwiegend im Gesichtsbereich auf. Der halbkugelige oder kugelige, manchmal auch plaqueförmige, Tumor kann einen Durchmesser von unter 2 cm haben. Weitere Prädilektionsstellen sind die Extremitäten. Der Verlauf kann sehr rasch und hoch maligne sein. Außer lokaler Entfernung oder Strahlentherapie sollte nach Möglichkeit die Lymphknotendissektion im betroffenen Bereich durchgeführt werden.

## Pseudokanzerosen
Sind keine echten Tumoren, im Sinne von entarteten metastasierenden Zellen, sondern Epithelwucherungen mit Entzündungserscheinungen.
- Keratoakanthom
- Pseudokarzinomatöse Hyperplasie
- Bowenoide Papulose

## Hautkrebs als Berufskrankheit
Die Anerkennung von Hautkrebs als Berufskrankheit in der deutschen Bauwirtschaft und die genaue Registrierung der Fälle hat zu dem Ergebnis geführt, dass in der Branche der Weiße Hautkrebs die häufigste Berufskrankheit ist. „Im Jahr 2018 waren es 2.944 Fälle, Tendenz rasant steigend“, bestätigte Klaus-Richard Bergmann, Hauptgeschäftsführer der Berufsgenossenschaft Bau, bei der 2,8 Millionen Bauarbeiter und Bauarbeiterinnen gegen Unfälle und Berufskrankheiten versichert sind.
Im ersten Halbjahr 2019 liege der Stand nach einer vorläufigen Auswertung bereits bei 1.400 Meldungen. BG-BAU-Hauptgeschäftsführer Bergmann forderte einvernehmlich mit der Stiftung Deutsche Krebshilfe, vor dem Hintergrund des Klimawandels „verstärkte Präventionsarbeit gegen Hautkrebs“ zu leisten. Es seien die Weichen zu stellen, um die Beschäftigten auch in der Bauwirtschaft vor UV-Strahlungen zu schützen und Hautkrebs-Erkrankungen einzudämmen.
In Deutschland sind das Plattenepithelkarzinom und aktinische Keratosen (bei multiplem, flächigem Auftreten) seit 2015 als Berufskrankheit anerkannt. Darüber hinaus wird von Dermatologen auch die Anerkennung des Basalzellkarzinoms als Berufskrankheit für beruflich UV-exponierte Personen gefordert.

## Häufigkeit
Hautkrebs ist bezüglich der Neuerkrankungen die häufigste Krebsart in Deutschland. Jährlich erkranken in Deutschland ca. 207.000 Menschen neu an weißem Hautkrebs (Basalzellkarzinom 137.000, Plattenepithelkarzinom 70.000). Im Jahr 2010 erkrankten 19.220 Menschen (9.640 Männer und 9.580 Frauen) am malignen Melanom und 2.711 Menschen starben daran. Laut GEKID haben sich die Zahlen für 2018 sogar noch verschlechtert: Jährlich erkranken über 293.000 Menschen neu an einem Hauttumor, etwa 35.000 davon an einem malignen Melanom.
2022 hatte die Zahl der Todesfälle durch Hautkrebs um 65 Prozent, verglichen mit den Fallzahlen im Jahr 2002, auf mehr als 4.400 zugenommen. 0,4 Prozent aller Verstorbenen in Deutschland verstarben an Hautkrebs, wobei der Anteil unter den Altersgruppen bei den 40- bis 44-Jährigen mit 0,8 Prozent am höchsten lag.
Das Risiko, an Hautkrebs zu erkranken, hängt vom individuellen Hauttyp und von der UV-Strahlenexposition ab. Ein dunkler Hauttyp ist günstiger als eine geringe UV-Belastung. Dies erklärt, warum weltweit die Hautkrebsinzidenz in Neuseeland und Australien am höchsten ist. In afrikanischen Ländern ist das Risiko einer Neuerkrankung eher gering. Deutschland lag in einem 2016 veröffentlichten Vergleich auf Position 13.

## Früherkennung

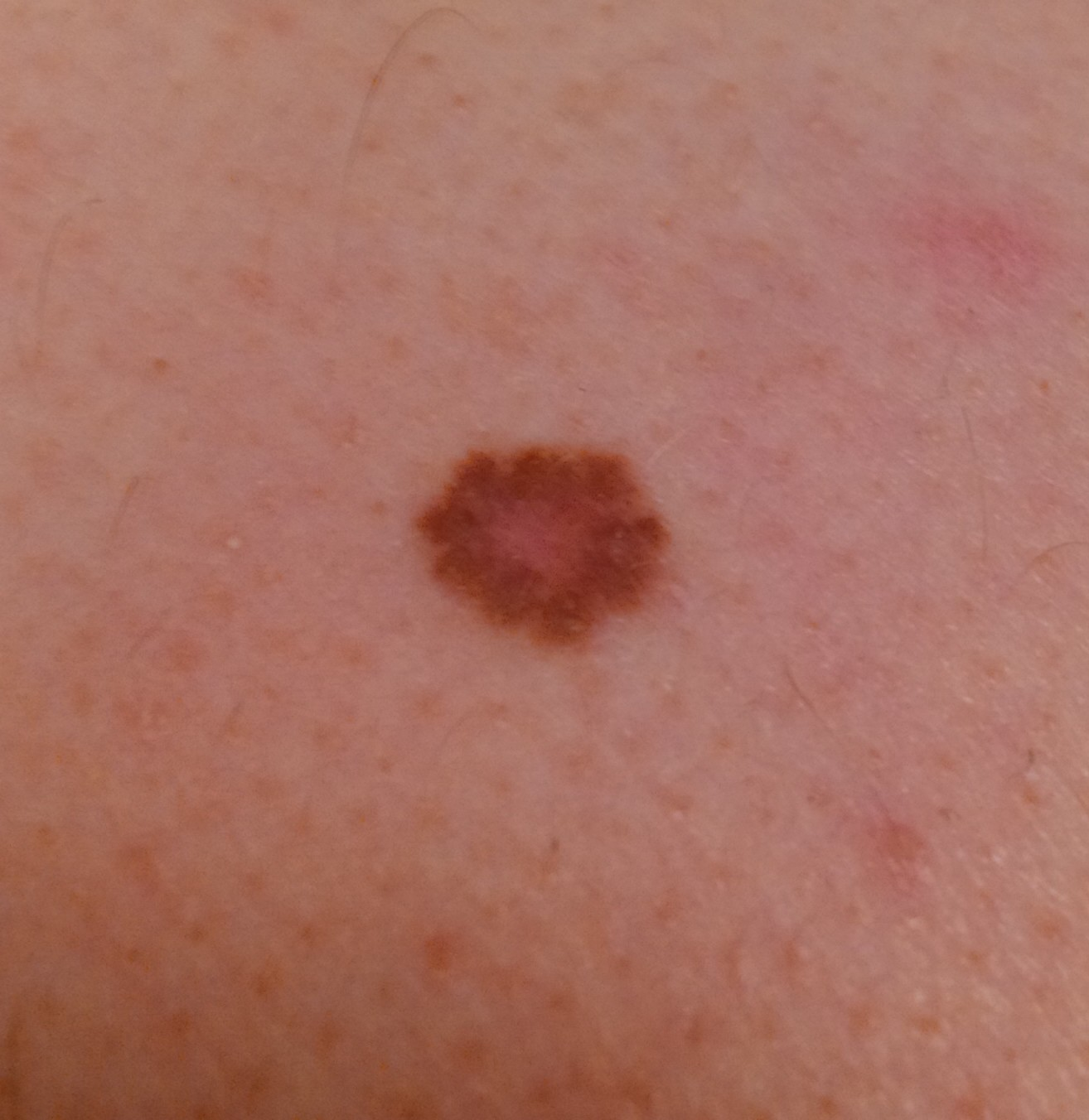
Risikopatienten mit solchen Beispielen müssen sich um eine sorgsame Früherkennung bemühen

Auffällige Veränderungen der Haut lassen sich in der Regel gut behandeln, wenn sie früh erkannt werden. Seit 1. Juli 2008 haben in Deutschland alle gesetzlich krankenversicherten Personen ab dem Alter von 35 alle zwei Jahre einen Anspruch auf eine Hautkrebs-Früherkennungsuntersuchung, das sog. Hautkrebs-Screening. 
Im Rahmen der Früherkennung und Abklärung von verdächtigen Befunden wird als Verfahren in der Praxis häufig die Dermatoskopie angewendet. Dabei wird eine speziell beleuchtete Lupe verwendet, die einen präzisen Blick auf die einzelnen Hautstellen erlauben soll. Der Einsatz eines solchen Hand-LED-Auflichtmikroskosps bzw. Dermatoskops – dessen einmalige Anschaffungskosten bei ca. 150 bis 300 Euro liegen – wirft jedoch Probleme auf, besonders wenn es um dessen Vergütung geht, denn sein Einsatz wird von der gesetzlichen Krankenversicherung bisher nicht vergütet.
Um die Aufmerksamkeit der Bevölkerung auf das Thema Vorsorge und Früherkennung zu lenken, wurde u. a. die europäische Euromelanoma-Hautkrebskampagne zur Hautkrebsprävention initiiert. Dabei fokussiert der Monat Mai als Sensibilisierungsmonat für das Thema Hautkrebs international die Maßnahmen zu Information und Prävention. Im Journal der Deutschen Dermatologischen Gesellschaft zeigen aktuelle Untersuchungen, dass einem nicht unerheblichen Teil der dermatologischen Patienten das kostenlose Angebot eines Hautkrebs-Screenings sowie die Gefährlichkeit von Hautkrebs nicht hinreichend bekannt ist und ebenso das Bewusstsein für Hautkrebs auch innerhalb der Gesamtbevölkerung noch ein Verbesserungspotential aufweist.

## Therapie
Die Therapie verschiedener Krankheitsbilder wird in den jeweiligen Artikeln behandelt.

## Forschung und Vorbeugung
Krebsforscher, Dermatologen und die Deutsche Krebshilfe sehen in Solarien eine Hauptgefahr für Hautkrebs aller Art. Derzeit nutzten 3,5 Millionen unter 35-Jährige Sonnenbänke. Besonders gefährdet sei die Gruppe der Viel-Nutzer: Frauen im Alter von 18 bis 25 Jahren. Wissenschaftler und Gesundheitsorganisationen forderten übereinstimmend die regelmäßige strenge Kontrolle von Solarien, damit die seit Januar 2012 in Deutschland geltende UV-Schutz-Verordnung auch tatsächlich umgesetzt wird.
Forschungsergebnisse aus dem Jahr 2008 deuten auf einen Zusammenhang von Infektion mit Humanen Papillomviren aus der Gattung Betapapillomavirus und dem Auftreten von Plattenepithelkarzinomen der Haut hin.
Weltweit gibt es Zusammenhänge mit der Ausdünnung der Ozonschicht, was sich besonders auf der südlichen Halbkugel der Erde auswirkt. In Australien sterben an Hautkrebs etwa 1.500 Menschen jährlich. Dabei spielen genetische Faktoren eine Rolle, weil zum Beispiel Menschen mit einem Melaninmangel in der Haut einem höheren Risiko ausgesetzt sind.